# Gian Stefano Cremaschi
Gian Stefano Cremaschi (Ospedaletto Lodigiano, 8 agosto 1853 – Ospedaletto Lodigiano, 20 marzo 1935) è stato uno scrittore italiano, autore di una fortunata serie di libri e racconti in lingua lombarda, nella sua variante lodigiana.

## Biografia
Appena ottenuta l'abilitazione all'insegnamento elementare, lavorò per due anni in un istituto scolastico della provincia di Avellino, fino a quando non ottenne la cattedra di ruolo nella scuola del suo paese natale. Successivamente sposò una donna originaria di Corno Giovine da cui ebbe otto figli.
Oltre ad esercitare la professione d'insegnante, Cremaschi era un appassionato di storia locale e di cultura popolare del suo territorio. Il suo primo lavoro pubblicato fu infatti un piccolo pamphlet di venti pagine che raccontava, con approfondita documentazione, la storia del suo paese. Dopo questa prima esperienza iniziò a dedicarsi completamente allo scrivere opere in dialetto lodigiano, le quali offrono il ritratto della situazione sociale dell’epoca, seppur in chiave umoristica, esordendo nel 1880 e continuando a scrivere fino al 1929.
Tra le sue opere più famose si possono citare: Un biùlch ch’l voeul toeu muié, Còsse vége ma semper noeuve, ‘l ciacer del donn in dla stala, ‘l donn al furn, La capuralina d’la Mun tagnoeula, La storia del Casir dla Curt e quella de Tranquil so camarada, ‘L marcà dla cara vù, Un Casalin e un Cudugnin alla sagra dla Maiocca (1909) e ‘L bagul dl donn in dla stala (1881). La sua ultima fatica letteraria è stata ‘L testament dl por Pin.
Nei suoi libri, quasi tutti pubblicati dalla tipografia Gambarini di Casalpusterlengo, Cremaschi ha sempre cercato di scrivere in una grafia compatibile con le parlate della bassa lodigiana.
Morì a Ospedaletto Lodigiano nel 1935 ed è seppellito nel cimitero del paese.
Tutte le sue opere, raccolte dallo storico lodigiano Giovanni Agnelli, sono custodite nella Civica Biblioteca Laudense.

### L'arresto
Durante il regno di Umberto I, la polizia teneva molto in considerazione i reati di vilipendio alla figura del re, tanto che quando Cremaschi pubblicò uno dei suoi libretti dal titolo La storia d’un purché, venne arrestato poiché si sospettò che in certi passi l’autore avesse voluto fare allusioni o riferimenti irrispettosi nei suoi confronti. Ci volle l’intervento dell’autorevole storico Giovanni Agnelli perché venisse riconosciuta l’integrità e la fede monarchica dell’autore, che venne alla fine liberato.

## Citazioni dalle opere
Se dis che ‘l nimal l’abbu vendüd, ‘l gallin i’han mangiad e al gal i gh’han taiad la cresta e l’han fai diventà cappon. Dop un po d’ temp per dagh la baia al Patron e tegnel allegher ghe l’han mandad a ca cun na letra sutt’all’ala. ‘L Patron, a ved a mo ‘l so gal sensa cresta chel curiva per curt a saltà addoss al gallin, le restad gnan me lü, inceghid chel seva pù se dì. La vist la letra, la dervida e la disèva:
O, siur Patron
sun ndai via gal
e sun turnad cappon.
Sun stai via tre not e tre mattin
ho vist la fin del mè gallin,
se stèvi via fin carnuval
vedèvi la fin anca del nimal.
I ladri sü l’üss del pulè i’han taccad un bigliet chel disèva:
Arvedes a mo l’an cuen
quand ‘l pulè ‘l sarà pien.»
(Tratto da: Un schers de ladri)
Giùspina, tùtta strmida dalla botta, la s’è vultada indre, e, cuntenta d’ved Mina, la so vzina d’una volta, la salta sù: Pucianassa, ma vardè! vardè! t’la chì Minca! brau, g’ho piasè d’aveu truvad: a vedev vù, ch’l’è un pez ch’s’cugnusem, m’s’larga propi el coeur. Oh ciccina, dop tant temp s’sem vist anmò!»
(Tratto da: L marcà dla cara vù)